# Manuel Pichler
Manuel Pichler (* 6. Februar 1982 in Kufstein) ist ein österreichischer Fußballspieler.

## Karriere
Manuel Pichler durchlief die fußballerische Ausbildung des FC Kufstein beginnend im Volksschulalter. Pichler wurde regelmäßig in die Auswahlmannschaft Tirols berufen, später spielte er auch für die Auswahl-Nachwuchsmannschaften des ÖFB.
1999 erfolgte ein erster Wechsel zum SV Wörgl; die Saison 2000/01 erlebte Pichler erneut bei seinem Stammverein in Kufstein, um im Juli 2001 endgültig den Sprung in die Erste Liga zu schaffen; hier konnte sich Pichler beim SV Wörgl vier Jahre lang erfolgreich behaupten. In diesem Zeitraum brachte es Pichler auf 121 Ligaspiele und erzielte dabei als Mittelfeldspieler 22 Tore; Pichler erhielt in den 121 Spielen nur 12 gelbe Karten und wurde nie mit Roter oder Gelb/Roter Karte vom Platz gestellt. Im Jahr 2005 stieg der SV Wörgl aus der Ersten Liga ab.
Es folgten eine Rückkehr zum FC Kufstein, welcher in der Saison 2005/06 ebenfalls in der Ersten Liga agierte, mit 13 Einsätzen und einem Treffer, ein erneuter, bitterer Abstieg in die Regionalliga West und diverse Wechsel, auch in das benachbarte Bayern.
In seiner letzten Saison 2008/09 spielte Manuel Pichler erneut für den FC Kufstein in der Regionalliga West, ehe er seine Karriere auf Grund einer schweren Kopfverletzung, die er sich in einem Trainingsspiel zuzog, beenden musste.
Pichler war ein beweglicher und schneller Linksfuß, überragender Kopfballspieler, in jungen Jahren bereits ein Prototyp des modernen Außenbahnspielers, der heute den Fußball prägt und mit dominiert.